# Marinemuseet
Marinemuseet – muzeum Norweskiej Królewskiej Marynarki Wojennej znajdujące się w dawnej bazie marynarki Karljohansvern Orlogsstasjon w miejscowości Horten. Jest to jedno z najstarszych muzeów morskich na świecie.

## Historia
24 sierpnia 1853 roku królewskim dekretem powołano do życia muzeum morskie, którego pierwszym kuratorem został duński kapitan C.F. Klinck. To jego zbierane systematycznie przez lata nautyczne pamiątki stanowiły podstawę zbiorów nowo powstałego muzeum. W 1864 roku ekspozycja została przeniesiona do magazynu A na terenie bazy morskiej Karljohansvern Orlogsstasjon. W muzeum prezentowane są eksponaty związane z historią Norweskiej Królewskiej Marynarki Wojennej od jej powstania do czasów współczesnych. Obok eksponatów związanych z techniką i uzbrojeniem od lat 80. XX wieku w skład muzeum wchodzi również biblioteka marynarki, której zbiory zaczęto gromadzić od 1805 roku.
Do ciekawszych eksponatów należy jeden z pierwszych na świecie torpedowców "Rap", wybudowany w 1873 roku. Lata II wojny światowej i wysiłek wojenny alianckich marynarek ukazuje między innymi miniaturowy okręt podwodny typu Welman. 20 listopada 1943 roku cztery takie jednostki brały udział w akcji mającej na celu zatopienie niemieckiego doku pływającego w Bergen. Prezentowane jest również wydobyte z wraku pancernika obrony wybrzeża "Norge" koło sterowe.
Czasy współczesne prezentują zacumowane na wodach kanałów otaczających muzeum:
- torpedowiec "Skrei" należący do typu Tjeld wybudowany w 1965 roku
- łódź patrolowa typu Storm, "Blink" P961
- fregata rakietowa typu Oslo "Narvik".

Przed wejście do muzeum można zobaczyć należący do typu Kobben okręt podwodny "Utstein". Obok prezentowanych na miejscu jednostek, okrętami należącymi do Marinemuseet są również trałowiec "Alta" (stacjonujący na stałe w Oslo) oraz ścigacz okrętów podwodnych "Hitra" z Bergen. Wśród eksponatów nie zabrakło jednego z najbardziej znanych wytworów norweskiego przemysłu, pocisku przeciwokrętowego AGM-119 Penguin.

## Galeria

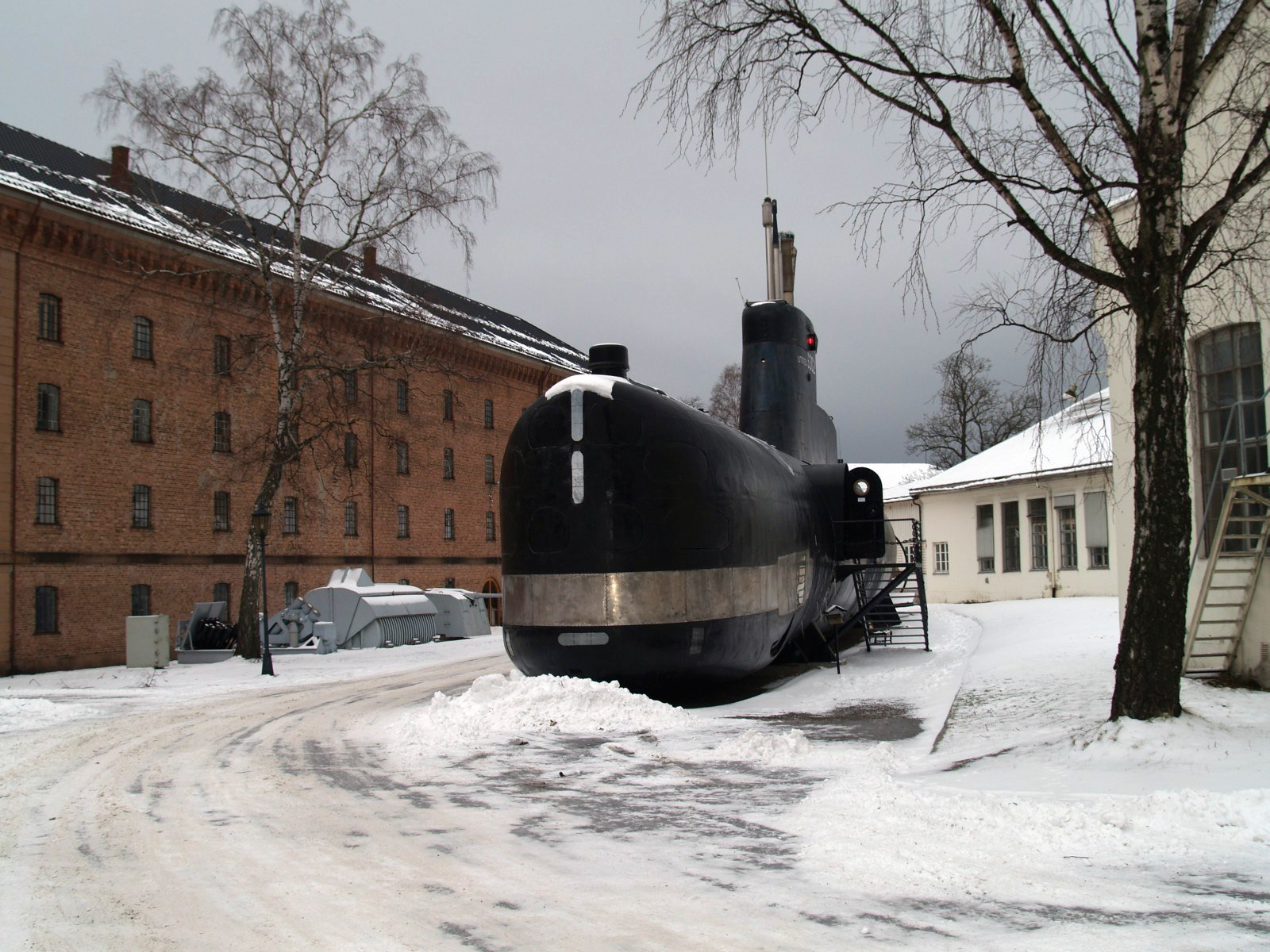
Okręt podwodny "Utstein"
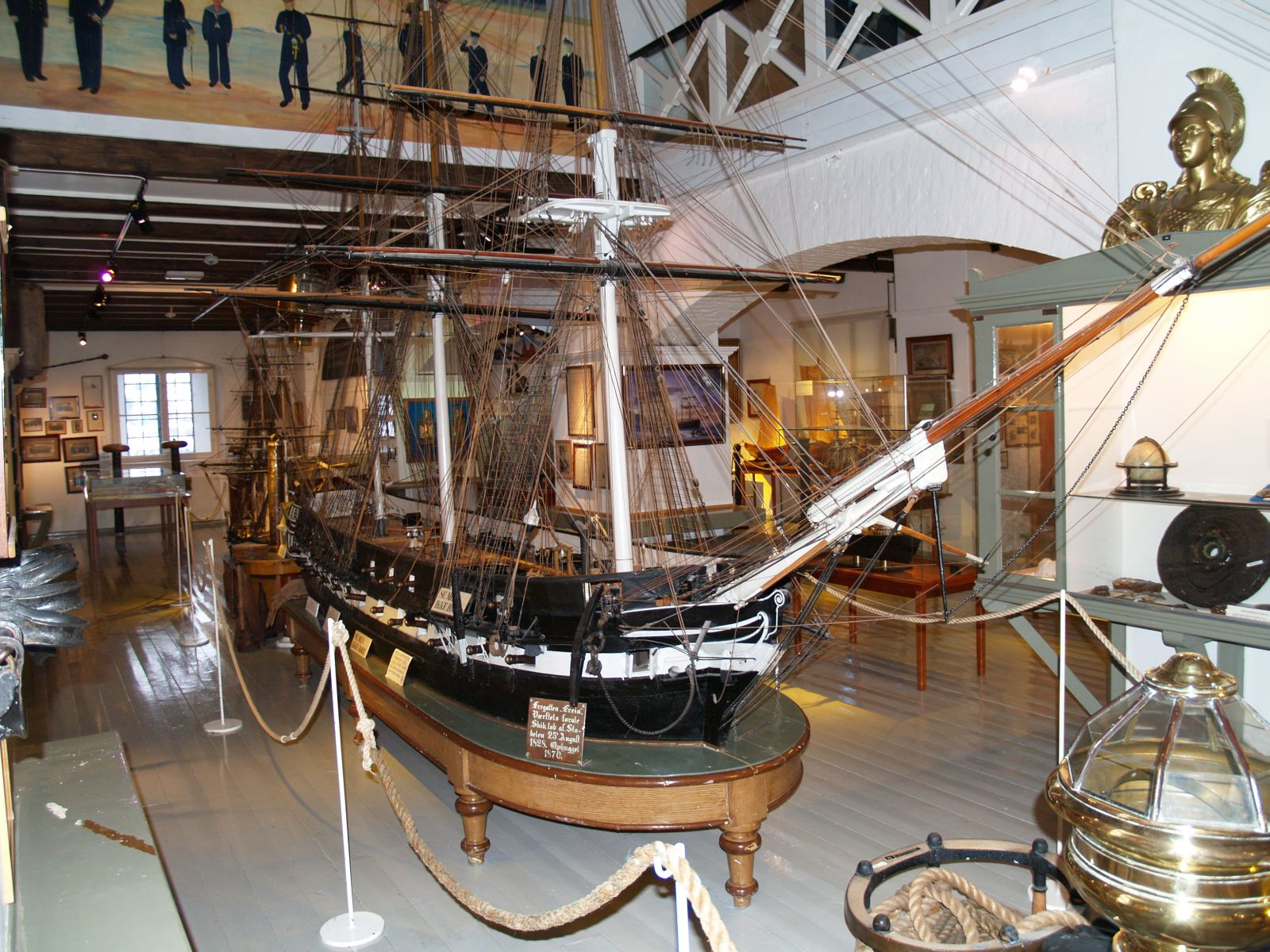
Model fregaty "Freia"